# 10 живота
„10 живота“ (на английски: 10 Lives) е анимационен филм от 2024 г. на режисьора Крис Дженкинс, който е съсценарист с Карън Уенгрод и Кен Цимарон. Озвучаващият състав се състои от Мо Джилиган, Симон Ашли, Софи Оконедо, Зейн Малик, Дилън Лъулин, Джеръми Суифт, Табита Крос и Бил Най.
Световната премиера на филма се състои на филмовия фестивал „Сънданс“ на 20 януари 2024 г.

## Актьорски състав
- Мо Джилиган – Бекет
- Симон Ашли – Роуз
- Софи Оконедо – Грейс
- Зейн Малик – Кърк и Камерън
- Дилън Лъуин – Лари
- Джеръми Суифт – Щастливко
- Табита Крос – Беатрис
- Бил Най – Професор Крейвън

## В България
В България филмът излиза по кината на 30 август 2024 г. в разпространение от „Форум Филм България“.